# Torre Fael i Masia de Cal Patxoca
La Torre Fael i Masia de Cal Patxoca és un edifici del municipi de Castelldefels (Baix Llobregat) declarat bé cultural d'interès nacional.

## Descripció
És un conjunt format per una torre de defensa i una masia. La torre és de planta quadrangular, està coronada per merlets esglaonats i conserva un matacà. A la part posterior s'obre una balconera amb llinda i brancals formats amb grans carreus ben treballats. També s'obren algunes espitlleres.
Cal Patxoca és una masia de planta irregular formada per planta baixa i un pis. Té nombroses obertures d'arc de mig punt. La teulada és a dues aigües amb el carener perpendicular a la façana principal.

## Història
El 1930 se sap que la masia rebia el nom de Cal Patxoca i que tenia un final emmerletat com la torre. L'any 1967 es va fer un projecte de reforma i adequació on es van projectar vuit finestres a la planta baixa; en aquest moment la masia ja havia perdut els merlets. En els plànols d'aquest any es poden veure un portal adovellat, una finestra gòtica geminada i una finestra de llinda d'una peça, probablement del segle xvi, amb un balcó posterior.